# 尚·維果獎
尚·維果獎（Prix Jean Vigo）是法國電影界的獎項，自1951年起每年頒發給法國電影導演，以紀念尚·維果。自1960年起，該獎項同時頒發給劇情長片導演和短片導演。該獎項通常授予年輕導演，以表彰其獨立精神和風格上的獨創性。

## 歷史
尚·維果獎自1951年設立，旨在紀念電影導演尚·維果。該獎項由讓·維果遺囑執行人克勞德·阿夫林、維果之女露絲·維果以及多位電影製作人共同創立。1951年首屆評審團成員包括雅克·貝克、讓·科克托、保羅·吉爾松、喬治·薩杜爾和露絲·維果。
該獎項旨在表彰「富有創造力、原創性和思想獨立性」的電影。2018年評審團表示，該獎項的目標是「表彰一位未來的電影導演，發現他的熱情和天賦」。

## 外部連結
- Prix Jean Vigo在互联网电影资料库（IMDb）上的資料